# Abdulla Baba Fatadi
Abdulla Baba Fatadi (sinh ngày 2 tháng 11 năm 1985) là một cầu thủ bóng đá người Nigeria thi đấu ở vị trí tiền vệ cho Al Jahra. Tên khai sinh của anh là Babatunde Fatai. Anh thi đấu cho U-17 Nigeria tại Giải vô địch U-17 thế giới trước khi chuyển đến Bahrain năm 2004. Sau đó anh mang quốc tịch Bahrain để đại diện cho Đội tuyển bóng đá quốc gia Bahrain. Anh thi đấu cho U-23 Bahrain và kể từ năm 2007 thi đấu cho the đội tuyển quốc gia Bahrain.

## Bàn thắng cho đội tuyển quốc gia
| # | Ngày                 | Địa điểm             | Đối thủ   | Tỉ số | Kết quả | Giải đấu                                     |
| - | -------------------- | -------------------- | --------- | ----- | ------- | -------------------------------------------- |
|   | 21 tháng 10 năm 2007 | Manama, Bahrain      | Malaysia  | 4–1   | Thắng   | Vòng loại giải vô địch bóng đá thế giới 2010 |
|   | 16 tháng 1 năm 2007  | Manama, Bahrain      | Kuwait    | 1–0   | Thắng   | Giao hữu                                     |
|   | 26 tháng 1 năm 2008  | Manama, Bahrain      | Yemen     | 2–1   | Thắng   | Giao hữu                                     |
|   | 10 tháng 9 năm 2008  | Doha, Qatar          | Qatar     | 1–1   | Hòa     | Vòng loại giải vô địch bóng đá thế giới 2010 |
|   | 21 tháng 1 năm 2009  | Hồng Kông, Hồng Kông | Hồng Kông | 3–1   | Thắng   | Vòng loại Cúp bóng đá châu Á 2011            |
|   | 23 tháng 3 năm 2009  | Manama, Bahrain      | Zimbabwe  | 5–2   | Thắng   | Giao hữu                                     |
|   | 18 tháng 11 năm 2009 | Manama, Bahrain      | Yemen     | 4–0   | Thắng   | Vòng loại Cúp bóng đá châu Á 2011            |
|   | 29 tháng 11 năm 2011 | Aden, Yemen          | UAE       | 1–3   | Thua    | Gulf Cup of Nations 2010                     |